# Amico Ricci (storico dell'arte)
Amico Ricci Petrocchini, o Petruccini o Petruchini (Macerata, 1794 – Modena, 1862), è stato uno storico dell'arte italiano.

## Biografia
Originario di Macerata, dove visse nel XIX secolo, il marchese Amico Ricci, cavaliere dell'Ordine Mauriziano, si distinse come dotto letterato e personalità influente. 
Fu infatti membro della maceratese Accademia dei Catenati per la quale scrisse varie "dissertazioni", curatore della Biblioteca comunale Mozzi Borgetti di Macerata (cui poi avrebbe lasciato in eredità la propria biblioteca privata e i manoscritti delle sue opere con tutti i materiali di lavoro), insegnante all'Accademia di belle arti di Bologna e funzionario del governo pontificio. 
Nel 1824-1825 ricoprì la carica di gonfaloniere della città e in tale veste convinse Francesco Puccinotti, che sarebbe poi diventato uno dei più famosi medici legali d'Italia, a concorrere per una cattedra di patologia, semeiotica e terapeutica generale.
Del 1834 è la sua opera principale, le Memorie storiche delle arti e degli artisti della Marca di Ancona, primo trattato meticoloso e sistematico sulla storia dell'arte nelle Marche. Oltre a diversi saggi di storia dell'arte, compose anche delle cantate per viola (1862).
Discendente di una nobile famiglia maceratese, annoverava tra i suoi avi il missionario gesuita e sinologo Matteo Ricci, di cui possedeva numerose lettere che mise a disposizione dello storico e patriota Giuseppe La Farina durante il suo soggiorno a Bologna nel 1843; dagli studi di quest'ultimo nacque l'opera La China, considerata nella sua storia. 
Nella sua discendenza si può invece ricordare il nipote Matteo Ricci Petrocchini, figlio del fratello Domenico e sposo di Alessandrina, figlia di Massimo d'Azeglio: fu scrittore, membro dell'Accademia della Crusca e senatore del Regno d'Italia dal 1890 al 1896.

## Opere
- Elogio del pittore Gentile da Fabriano, Macerata, Giuseppe Mancini Cortesi, 1829.
- Le belle arti nella città di Gubbio, Bologna, Romano Turchi, 1831.
- Operette di belle arti, Bologna, Romano Turchi, 1831.
- Memorie storiche delle arti e degli artisti della Marca di Ancona, Macerata,  Alessandro Mancini, 1834, 2 voll. (il primo è consultabile su Google libri). Ristampa anastatica: Bologna, Forni, 1970.
- Compendio delle memorie istoriche delle arti e degli artisti della marca d'Ancona, Bologna, Sassi alla Volpe, 1835.
- Dello stato geografico e politico del Piceno dopo la guerra marsica o sociale fino alla pontificia dominazione, Roma, Boulzaler, 1836.
- Dell'anello nuziale. Epistola del marchese Amico cavalier Ricci per le nozze della sorella Alba con il nobil uomo signor Giuseppe Lazzarini, Macerata, Cortesi, 1837.
- "Necrologia dell'abate Michele Colombo", in Giornale letterario-scientifico di Modena, giugno 1838.
- Monumento di Andrea Manfredi da Faenza, 13º generale dell'ordine de' Servi, Bologna, Jacopo Marsigli, 1840.
- Torri degli Asinelli e Garisendi, Torino, Fontana, 1840.
- Iscrizione sepolcrale di Guido Reni ed Elisabetta Sirani esistente in San Domenico di Bologna, Bologna, Marsigli, 1842.
- Degli uomini illustri di Macerata, Roma, Tipografia delle belle arti, 1847.
- Sulle arti degli antichissimi popoli. Lezioni, Perugia, Bartelli, 1847.
- Storia dell'architettura in Italia dal secolo IV al XVIII, Modena, Regio-ducal Camera, 1857-1859, 3 voll. Ristampa anastatica: Bologna, Forni, 1967.

### LeMemorie storiche delle arti e degli artisti della Marca di Ancona
Nelle Memorie storiche delle arti e degli artisti della Marca di Ancona, dedicate alla madre Maria Vendramin, Amico Ricci ricostruì minuziosamente la vita e descrisse le opere degli artisti marchigiani dal Medioevo fino ai suoi tempi. Realizzò in tal modo, anche grazie alle sue lunghe e meticolose ricerche storiografiche nonché allo scambio e al confronto critico con altri intellettuali dell'epoca come il conte Leopoldo Cicognara o Pietro Selvatico, il primo studio sistematico sulla storia dell'arte in quella regione. Nella sua trattazione non si interessò solo ad architettura, scultura e pittura, ma anche alle arti cosiddette "minori", come l'oreficeria o la ceramica, e mostrò nuova attenzione per gli artisti del primo Quattrocento (esemplare il caso di Gentile da Fabriano, cui Ricci aveva già dedicato un saggio specifico nel 1829) avvicinandosi così alle teorie del Purismo. Attraverso le sue cronache abbiamo notizie, fra gli altri, del già citato Gentile da Fabriano, dell'architetto d'origine ticinese Pietro Maggi e del principe Alessandro Maggiori, noto collezionista d'arte suo contemporaneo che lo salutò come un grande amico e maestro e che fu il primo ideatore di una storia dell'arte marchigiana.
Amico Ricci lavorò a lungo per preparare una seconda edizione delle Memorie, che però non venne mai data alle stampe nonostante tale intenzione sia concretamente testimoniata da una copia della prima edizione con postille autografe presente nel fondo Ricci della Biblioteca comunale Mozzi Borgetti (Ms 240-240 bis).